# David Frankel
David Frankel (New York, 1959. április 2. –) Oscar- és Primetime Emmy-díjas amerikai filmrendező, forgatókönyvíró és producer.
1997-ben Dear Diary című rövidfilmjével megkapta a legjobb élőszereplős rövidfilmnek járó Oscar-díjat. 2002-ben Az elit alakulat című sorozat egyik rendezőjeként nyert Primetime Emmy-díjat. Egyéb televíziós rendezései közé tartozik Az örökösnő álarca mögött (2022) két epizódja.
Ő rendezte Az ördög Pradát visel (2006), a Marley meg én (2008), az Amit még mindig tudni akarsz a szexről (2012), valamint a Jerry és Marge lottó titkai (2022) című filmeket is.

## Filmográfia

### Film
| Év   | Magyar cím                             | Eredeti cím              | Feladatkör | Feladatkör | Feladatkör | Megjegyzések   |
| Év   | Magyar cím                             | Eredeti cím              | Rendező    | Író        | Producer   | Megjegyzések   |
| ---- | -------------------------------------- | ------------------------ | ---------- | ---------- | ---------- | -------------- |
| 1990 | Bolondosan a szerelemről               | Funny About Love         | Nem        | Igen       | Nem        |                |
| 1992 | Harc az időért                         | Nervous Ticks            | Nem        | Igen       | Nem        |                |
| 1995 | Miami rapszódia                        | Miami Rhapsody           | Igen       | Igen       | Igen       |                |
| 1996 |                                        | Dear Diary               | Igen       | Igen       | Nem        | rövidfilm      |
| 2002 |                                        | Just Like You Imagined   | Igen       | Igen       | Nem        | rövidfilm      |
| 2006 | Az ördög Pradát visel                  | The Devil Wears Prada    | Igen       | Nem        | Nem        |                |
| 2008 | Marley meg én                          | Marley & Me              | Igen       | Nem        | Nem        |                |
| 2011 | Vad évad                               | The Big Year             | Igen       | Nem        | Nem        |                |
| 2012 | Amit még mindig tudni akarsz a szexről | Hope Springs             | Igen       | Nem        | Nem        |                |
| 2013 | A hang ereje                           | One Chance               | Igen       | Nem        | Nem        |                |
| 2013 |                                        | The Short Game           | Nem        | Nem        | Vezető     | dokumentumfilm |
| 2016 | Váratlan szépség                       | Collateral Beauty        | Igen       | Nem        | Nem        |                |
| 2016 | Nagyvárosi történet                    | Chronically Metropolitan | Nem        | Nem        | Vezető     |                |
| 2022 | Jerry és Marge lottó titkai            | Jerry & Marge Go Large   | Igen       | Nem        | Nem        |                |

### Televízió
| Év        | Magyar cím                | Eredeti cím                    | Feladatkör | Feladatkör | Feladatkör      | Megjegyzések           |
| Év        | Magyar cím                | Eredeti cím                    | Rendező    | Író        | Vezető producer | Megjegyzések           |
| --------- | ------------------------- | ------------------------------ | ---------- | ---------- | --------------- | ---------------------- |
| 1992      |                           | Grapevine                      | Igen       | Igen       | Igen            | megalkotó              |
| 2001      | Az elit alakulat          | Band of Brothers               | Igen       | Nem        | Nem             | minisorozat (2 epizód) |
| 2001–2003 | Szex és New York          | Sex and the City               | Igen       | Nem        | Nem             | 6 epizód               |
| 2002      | Bányászballada            | The Pennsylvania Miners' Story | Igen       | Nem        | Nem             | tévéfilm               |
| 2004      | Törtetők                  | Entourage                      | Igen       | Nem        | Nem             | 2 epizód               |
| 2005      | Róma                      | Rome                           | Nem        | Igen       | Nem             | 1 epizód               |
| 2018      |                           | Manifest                       | Igen       | Nem        | Igen            | 1 epizód               |
| 2019      | The Morning Show          | The Morning Show               | Igen       | Nem        | Nem             | 2 epizód               |
| 2020      |                           | The Baker and the Beauty       | Igen       | Nem        | Igen            | 2 epizód               |
| 2022      | Az örökösnő álarca mögött | Inventing Anna                 | Igen       | Nem        | Igen            | minisorozat (2 epizód) |
| 2023      |                           | The Irrational                 | Igen       | Nem        | Igen            | 1 epizód               |

## Fordítás
- Ez a szócikk részben vagy egészben  a   Mick Jackson (director) című angol Wikipédia-szócikk ezen változatának fordításán alapul.  Az eredeti cikk szerkesztőit annak laptörténete sorolja fel. Ez a jelzés csupán a megfogalmazás eredetét és a szerzői jogokat jelzi, nem szolgál a cikkben szereplő információk forrásmegjelöléseként.